# Moto Guzzi Condor 500
La Moto Guzzi Condor 500 è una motocicletta da competizione, prodotta dalla Moto Guzzi tra il 1938 e il 1940.
Vista la netta supremazia mostrata da alcune monocilindriche italiane e inglesi sui circuiti cittadini o privi di rilevanti rettilinei, nei confronti della potente, ma pesante "Bicilindrica", Carlo Guzzi affidò al giovane ingegnere Giulio Cesare Carcano il compito di progettare una moto da gara agile e leggera, adatta ai percorsi misti e sufficientemente economica da essere acquistata dai piloti privati
Carcano partì dal modello "GTW" e il risultato fu la "Condor" che poteva vantare una grande maneggevolezza e una robustezza meccanica invidiabile, essendo equipaggiata con la versione potenziata del collaudatissimo propulsore monocilindrico orizzontale, prodotto in grande serie per le moto da strada. Il modello è facilmente individuabile per il voluminoso serbatoio supplementare dell'olio, applicato superiormente a quello del carburante.
La prima vittoria importante fu quella di Nello Pagani conseguita nel 1939 durante l'ultima edizione del tortuoso Circuito del Lario; Pagani riuscì a far prevalere l'agilità della "Condor" sulla straripante potenza delle Gilera 500 4C sovralimentate, stabilendo anche il record sul giro. Sempre nel 1939, il valente pilota privato Leo Lorenzi vinse quattro gare nazionali in sella alla "Condor", oltre alla Coppa di Natale sul Circuito dell'Asmara.
L'anno successivo, Guido Cerato mise alla prova le doti di robustezza della "Condor", conquistando la prestigiosa Coppa del Duce, sul massacrante tragitto Milano-Roma-Napoli-Taranto, anche questa volta a spese della Gilera di Dorino Serafini.
L'uscita di produzione della Moto Guzzi Condor fu decretata dalla seconda guerra mondiale al cui termine venne sostituita dall'evoluzione "Dondolino".